# Mazué
Mazué is een historisch motorfietsmerk.
Motorcycles Mazué, Lyon.
Frans motormerk dat van 1911 tot 1914 voornamelijk 293 cc tweetaktmotoren bouwde.